# Alter Ego
Alter Ego (lateinisch für ein zweites [anderes] Ich [von sehr vertrauten Freunden] ) ist ein geflügeltes Wort und wird als psychologisch orientierter Fachbegriff in verschiedenen Bereichen von Wissenschaft und Kultur verwendet.

## Herkunft
Die Bezeichnung geht auf den römischen Politiker und Philosophen Cicero zurück, der um 44 v. Chr. in Laelius de amicitia 21, 80 schrieb: „verus amicus […] est […] tamquam alter idem“ (‚Ein wahrer Freund ist gleichsam ein zweites Selbst‘). Cicero griff dabei auf einen Ausspruch Zenos zurück. Dessen ursprüngliche Formulierung wurde von Seneca d. J. aufgegriffen und wandelte sich dort zu der heute gebräuchlichen Form „Alter Ego“. Die Bezeichnung ist mittlerweile in vielen Sprachen ein geflügeltes Wort.

## Fachbegriffe

### Psychologie
Der Begriff kann ein intensives Verhältnis zwischen zwei Personen bezeichnen, wenn eine Person für die andere eine besonders starke Identifikationsfigur und gewissermaßen zu einem Teil der eigenen Identität geworden ist.
In Entscheidungsverfahren, insbesondere in der Personalauswahl, kann eine vom Entscheidungsträger empfundene, teilweise unbewusste Ähnlichkeit zum Bewerber zu einer voreingenommenen Entscheidung führen, siehe Homosozialität.
In der Psychologie kann er auch ein „zweites Ich“, eine „zweite Identität“ innerhalb ein und derselben Psyche bezeichnen (siehe Schatten (Archetyp) und Schatten (Mythologie)). Ego und Alter Ego sind demnach zwei miteinander in Widerspruch stehende Seiten einer gespaltenen Persönlichkeit.
In der Kommunikationspsychologie gibt es eine Alter-Ego-Technik, auch Doppeln genannt; eine Therapie- oder Beratungsform, bei der ein Moderator (z. B. Kommunikationspsychologe) für einen der Teilnehmer dessen mögliche „verborgene Gedanken“ ausspricht, sich dabei eventuell hinter ihn stellt.
Alter Ego (identisch mit „Doppel“) ist im Verfahren Psychodrama eine Bezeichnung für den Stellvertreter des Protagonisten. Das „Doppel“ steht, wenn es erforderlich ist, stellvertretend für den Protagonisten in der Szene und spiegelt ihn wider. Dieser kann die von ihm dargestellte Situation nun von außen betrachten und seine eigenen Reaktionen besser einschätzen oder sich sogar Alternativen zeigen lassen.

### Ethnologie
In animistischen Glaubensvorstellungen ethnischer Religionen steht Alter Ego (auch Außenseele) für die weltweit verbreitete Vorstellung geistiger Doppelgänger, die als „persönlicher Schutzgeist“ in Gestalt eines Tieres (seltener einer Pflanze, einer Naturerscheinung oder auch körperlos) räumlich getrennt von einer Person existieren und dennoch ein Leben lang untrennbar und auf Gedeih und Verderb mit dem Menschen verbunden sind. Wird solch ein Geisttier gefangen, ist auch der zugehörige Mensch in Gefahr.
Je nach Religion besitzen alle Menschen oder nur Ausgewählte ein Alter Ego. Das kann zum Beispiel ein Schamane sein, der von seinem „Doppel“ bei Jenseitsreisen beschützt wird. Im Alten Ägypten spiegelten die tiergestaltigen Außenseelen Ka und Ba die politische und soziale Hierarchie des Staates wider.
Erstmals genauer untersucht wurde die Idee des Alter Ego in Gestalt eines Tieres oder einer Pflanze bei den Maya und Azteken Mittelamerikas, den sogenannten Nagual. Ähnlich konzipiert sind die Nonish der Waika Venezuelas und anderer Stämme der südamerikanischen Regenwaldbewohner. Bei den nordamerikanischen Indianern sind zwar häufig tiergestaltige Schutzgeister vorhanden, jedoch nicht als Teil der eigenen Seele.
Bei den Semang-Negritos der malaiischen Halbinsel erscheinen die Außenseelen als Baum oder Vogel, bei vielen australischen Aborigines wie den Kurnai als Beuteltier, Vogel, Reptil oder Fisch. Pflanzengeister sind außer bei den Negrito-Völkern Südostasiens auch in Westafrika bei den Kpelle und in Polynesien vorhanden.
Der Bezug zum Totemismus ist bei vielen Autoren strittig. In der Regel werden Alter-Ego-Vorstellungen nur dann zu den totemistischen Konzepten gerechnet, wenn gleichzeitig eine direkte Abstammung von einem gemeinsamen Ahnen angenommen wird und entsprechende Tabus für sexuelle Kontakte mit Menschen desselben Totems bestehen. Bei den Kpelle beispielsweise straft das Alter Ego seinen Besitzer, sobald dieser eines der Totemverbote übertritt.
In der Religionsethnologie wird das Alter-Ego-Konzept auch für die Idee der Freiseele verwendet, die den Körper des Menschen während des Schlafes oder in Ekstase verlässt und als eigenständiger, körperloser Doppelgänger existieren kann.

### Kultur
Der Begriff Alter Ego wird im übertragenen Sinne auch für Künstler, Komiker und Kabarettisten genutzt, insbesondere wenn diese über längere Zeiträume immer wieder dieselbe fiktive Rolle verkörpern. Derartige Rollen haben zum Teil einen eigenen fiktiven Lebenslauf; Beispiele sind der von Komiker Hape Kerkeling unter anderem verkörperte Horst Schlämmer und der von Willi Resetarits personifiziert Kurt Ostbahn. Man spricht hier auch von Kunstfiguren. Auch die Musiker der Gruppe Kiss bedienten sich bis 1983 für ihre gesamte Öffentlichkeitsarbeit Alter Egos, indem sie immer nur in Kostümen und mit Make Up auftraten, um ihre wahren Identitäten vor der Öffentlichkeit zu verbergen.

### Politik
Der Begriff Alter ego (im Sinne von Stellvertreter) bezeichnete früher in einigen romanischen Staaten (z. B. dem Königreich beider Sizilien) einen mit außerordentlicher Machtfülle ausgestatteten Beamten (mit Entscheidungsgewalt über Leben und Tod), der in letzter Instanz Entscheidungen treffen konnte bzw. einen Reichsvikar, dem die Amtsgewalt des Königs übertragen wurde. Auch eine derartige Vollmacht selbst wurde Alter ego genannt.